# Purús (provincie)
Purús is een provincie in de regio Ucayali in Peru. De provincie heeft een oppervlakte van  17.848 km² en telt 4.481 inwoners (2015). De hoofdplaats van de provincie is het district Purús.

## Bestuurlijke indeling
De provincie Purús bestaat uit één district, UBIGEO tussen haakjes:
- (250401) Purús, dus ook hoofdplaats van de provincie

Atalaya · Coronel Portillo · Padre Abad · Purús